# ميخائيل تومسون (لاعب اللاكروس)
ميخائيل تومسون هو لاعب اللاكروس كندي، ولد في 16 يونيو 1976 في Akwesasne ‏ في كندا.